# Inuttitut
L’inuttitut, aussi appelé inuttut ou nunatsiavummiutut, est un dialecte de l’inuktitut parlé au Labrador, au Canada.

## Écriture
À la fin du XVIIIe siècle, des missionnaires moraviens venant du Groenland introduisent une écriture pour l’inuttut, basée sur celle développée pour le groenlandais.
À la fin du XIXe siècle, le missionnaire Theodor Bourquin introduit une nouvelle orthographe basée sur les travaux de Samuel Kleinschmidt sur l’écriture du groenlandais. Cette orthographe utilise notamment la lettre kra ‹ ĸ › (souvent remplacée par le K majuscule) pour noter une consonne fricative uvulaire sourde /χ/.
En 1976, les Inuits du Labrador rejettent le système d’écriture standardisé proposé par l’Institut culturel inuit, préférant leur dialecte à une forme normalisée canadienne.
Un système d’écriture normalisé propre à l’inuktitut du Labrador est créé par la commission scolaire et des anciens pour plus de clarté et cohérence, et est adopté par la communauté dans les années 1980.
| Majuscules | Â | A | E | F | G | H | I | J | K |   | L | M | N | O | P | R | S | T | U | V | W |
| Minuscules | â | a | e | f | g | h | i | j | k | K | l | m | n | o | p | r | s | t | u | v | w |

## Prononciation

### Consonnes
|          | Bilabial | Bilabial | Labio- dental | Labio- dental | Palatal | Palatal | Vélaire | Vélaire | Uvulaire | Uvulaire | Glottal | Glottal |
| -------- | -------- | -------- | ------------- | ------------- | ------- | ------- | ------- | ------- | -------- | -------- | ------- | ------- |
| Occlusif | p        |          | t             |               |         |         | k       |         | q        |          |         |         |
| Fricatif |          | v, β     | s             |               |         |         | x       | ɣ       | χ        |          | h       |         |
| Spirant  |          |          |               |               | ɬ, l    | ɬ, l    |         |         | j        | j        |         |         |
| Nasal    | m        | m        | n             | n             |         |         | ŋ       | ŋ       | ɴ        | ɴ        |         |         |

- consonnes géminées ou affriquées : /pp/, /tt/, /tɬ/, /kk/, /qq/, /ss/, /kx/, /qχ/, /ff/, /pv/, /χχ/, /xx/, /ɬɬ/, /ll/, /mm/, /nn/, /ŋŋ/, /ɴɴ/, /dʒ/

### Voyelles
|        | Antérieur | Postérieur |
| ------ | --------- | ---------- |
| Fermé  | i         | u          |
| Ouvert | a, ɑ      | a, ɑ       |

- voyelles longues : /iː/, /uː/, /aː/, /ɑː/
- diphtongues : /iu/, /ui/, /ai/, /ia/, /ua/, /au/